# Ozon (Altos Pirenéus)
Ozon é uma comuna francesa na região administrativa de Occitânia, no departamento dos Altos Pirenéus. Estende-se por uma área de 9,08 km². Em 2010 a comuna tinha 280 habitantes (densidade: 30,8 hab./km²).